# Kurt Gossweiler
Kurt Gossweiler (Estugarda, 5 de novembro de 1917 – Berlim, 17 de maio de 2017) foi um historiador Marxista-Leninista alemão.

## Vida
Criado num lar de família comunista, Gossweiler foi activo na resistência contra a ascensão do Nacional-Socialismo. Estudou economia entre 1937-1941, tendo então entrado na Wehrmacht. Está presente no início da campanha de invasão da Polónia, em 1939, participação interrompida pelos estudos. Regressa ao Wehrmacht, em Abril de 1941, para participar na campanha de invasão da URSS. Durante umas férias em Berlim, em Novembro de 1941, revela à mãe e esposa do seus planos de passar para o lado soviético. A oportunidade dá-se em 14 de Março 1943, quando é ferido e hospitalizado. É curado no hospital militar soviético para os prisioneiros de guerra até Julho de 1943, sendo depois transferido para o campo de prisioneiros de Ostashkov. A partir de Outubro, dá aulas na Escola Anti-Fascista em Taliza, até Julho de 1947.
Depois do seu retorno, em 1947, a Berlim, trabalhou como professor na escola nacional do Partido Socialista Unificado da Alemanha, de Outubro 1948 até Agosto 1955, enquanto trabalhava para o distrito de Berlim do SED. A partir de 1955 trabalhou como investigador associado na Universidade Humboldt, onde se graduou em 1963 com uma obra sobre  A Noite das Facas Longas. Com o seu livro Grandes bancos, monopólios industriais, habitação estadual obteve o doutoramento, em 1972. Até a sua reforma, em 1983, trabalhou no Instituto Central para o Estudo da História da RDA. De seguida trabalhou sobre história do movimento Nazi, o movimento sindical, a História da União Soviética, e a revisionismo da social-democracia.

## Trabalho
O principal trabalho de Gossweiler foi o estudo do Fascismo Alemão, sob uma perspectiva Marxista. 
Via o objectivo do fascismo como a nacionalização dos trabalhadores, e o recrutamento das massas trabalhadoras ao serviço de um movimento de ideologia capitalista, enquanto procurava destruir o movimento sindical e os partidos genuinamente liderados por operários pela defesa dos interesses dos trabalhadores. Do ponto de vista do Fascismo Alemão, ser marxista era equivalente a ser internacionalista e portanto em contradição com ser um bom patriota alemão. Daí o enfoque na ideologia nacionalista. A referência ao socialismo na expressão Nacional-Socialismo nunca passou de uma forma de propaganda para atrair os trabalhadores desejosos de uma alternativa ao fracasso capitalismo de forma social-democrata. O seu estudo intensivo demonstra as ligações que muito cedo na história do Partido Nacional Socialista Alemão dos Trabalhadores - Nazi se estabeleceram com o grande capital alemão, os grandes proprietários de terra (Junkers), os militares, e a nobreza alemã. Estas ligações, que se traduziu em financiamento gigantesco, precedeu a ascendência eleitoral do Nazis tendo sido um fator que permitiu essa ascensão, e não o inverso, e, que foi a popularidade de Hitler que atraiu financiamento.